# Nina Nikolaevna Sadur
Nina Nikolaevna Sadur (in russo Нина Николаевна Садур?; Novosibirsk, 15 ottobre 1950 – Mosca, 12 novembre 2023) è stata una scrittrice e drammaturga russa.

## Biografia
Nina Sadur nasce in una famiglia intellettuale: la madre è insegnante di letteratura russa e il padre, Nikolaj Kolesnikov, è poeta. Viene educata in un ambiente carico di stimoli culturali, ma si sente al contempo attirata dalla vita della gente comune: il popolo che vive nei quartieri operai l'affascina con il "linguaggio ricco" delle sue coloriture gergali. Ma anche con le sue problematiche sociali: violenze domestiche, alcolismo, solitudine, tutti quegli aspetti della černucha, dei lati oscuri della vita, che si ritroveranno più tardi nelle sue opere.
Nel 1974 appare sulla rivista Sibirskie ogni ("Fuochi siberiani") il suo primo racconto, Na rabotu s pesnej my idem ("A lavorare andiamo cantando"), seguito tre anni dopo da Eto moje okno ("Questa è la mia finestra"), pubblicato nelle stesse circostanze del primo.
Si trasferisce a Mosca poco tempo dopo, per frequentare l'Istituto di Cultura dove scopre di avere una particolare predisposizione per la stesura di sceneggiature, un talento che le permetterà di partecipare a diversi seminari per giovani drammaturghi, e di accedere nel 1978 all'Istituto di Letteratura "Gorkij" dove si specializza nella sezione drammatica.
Nel 1983, a 33 anni, si laurea a pieni voti.
Gli anni che seguono non sono facili: Nina continua a scrivere lavori drammatici, ma essi si rivelano sono troppo innovativi per essere rappresentati sul palcoscenico.
Per guadagnarsi da vivere lavora allora come donna delle pulizie nel Teatro Puškin di Mosca, mentre i suoi amici fanno collette per venirle in aiuto. Per ironia della sorte, il desiderio di Nina di lavorare per il teatro viene avverato, ma il fatto di dovervi entrare dalla porta di servizio le cagiona un forte avvilimento. Il suo lavoro di manovalanza le permette tuttavia di venire a più stretto contatto con quelle dinamiche della vita teatrale, molto spesso recluse ad altri autori di drammaturgia.
In questo stesso periodo, come la maggior parte delle famiglie sovietiche, vive insieme alla figlia Ekaterina in una kommunalka, una casa in coabitazione: una situazione che contribuisce ad aumentare il suo profondo disagio psicologico. La privazione dell'intimità domestica e la continua sensazione di instabilità che ne conseguono, si ritroveranno con accenti dolorosi nelle opere successive della Sadur, soprattutto in Almaznaja Dolina (La valle dei diamanti, 1994).
Il 1987 è l'anno della svolta: il dramma Čudnaja baba (Una donna meravigliosa), scritto sei anni prima, vede la luce sulla rivista Teatralnaja žizn' (La vita teatrale) e viene finalmente rappresentato sul palcoscenico del teatro studentesco dell'Università statale di Mosca: il successo che ne consegue fa che l'opera appaia anche sui cartelloni dei prestigiosi teatri Lenkom (Leninskij Komsomol) e Ermolov. Due anni dopo la scrittrice entra a far parte dell'Unione degli Scrittori.
Da questo momento in poi opere come Pannočka (1989), Krasnyj paradiz (Il paradiso rosso, 1990) e Brat Čičikov (Il fratello Čičikov, 1999) vengono regolarmente rappresentate nei teatri russi e occidentali. Pannočka e Brat Čičikov, rispettivamente riduzioni teatrali del Vij e de Le anime morte di Gogol', incontrarono forti consensi di pubblico, ma anche aspre polemiche dai critici, che non approvavano la sua scelta dell'adattamento. Su una rivista anonima uno di essi, riferendosi al secondo dramma, scrisse: “Cosa può aggiungere a Gogol'una donna? Assolutamente niente”.
In realtà la Sadur deve moltissimo al grande scrittore ottocentesco in termini di stile, e si sente legata a lui da un rapporto che sa quasi di predestinazione: per un certo periodo di tempo, infatti, abita in un edificio situato accanto al suo monumento. Intervistata dal giornale Bolšaja medvedica (La grande orsa) scherzò su questo particolare affermando: “Sono la persona più insignificante del mio quartiere”.
Parallelamente alla produzione teatrale la Sadur è costantemente impegnata anche nella stesura di opere di prosa. Nel 1990 esce Pronikšie, una raccolta di racconti fantastici che le assicura la fama anche in questo genere letterario. Alcune delle tematiche trattate in quest' opera confluiranno nella famosa povest' Sad (Il giardino, 1997) che vede impegnata l'autrice per due anni, dal 1993 al 1995. Pietra miliare dell'opera saduriana, la povest' non è solo l'epopea di una donna smarrita nel labirinto della propria schizofrenia, ma racconta il disagio di tutta la società russa contemporanea, attraverso uno stile unico, che svela la forte influenza esercitata da Gogol'e Belyj sulla fantasia della scrittrice.
Nel 1996 Nina Sadur riceve il premio “Scrittore dell'anno” dal giornale moscovita Komsomol'skaja Pravda.
La casa editrice Vagrius le ha dedicato particolare attenzione pubblicando tre raccolte della sua vasta opera, la quale è stata tradotta oltre che in inglese e in tedesco, anche in slovacco, svedese, finlandese e giapponese.
Nel 2004 è comparso il suo nuovo lavoro, Večnaja merzlota (Gelo perenne), che oltre a riproporre alcune delle opere precedenti, contiene la povest' omonima e un ciclo di racconti erotici.